# Lisa Daniels (attrice)
Lisa Daniels (Birmingham, 31 dicembre 1930 – Hollywood, 12 febbraio 2010) è stata un'attrice, produttrice cinematografica e produttrice televisiva britannica.
Dopo aver iniziato la sua carriera sul palco del West End si è trasferita a Hollywood e ha lavorato prevalentemente negli Stati Uniti. Ha anche lavorato come doppiatrice nel film Disney La carica dei cento e uno, del 1961, come Peggy.

## Filmografia
- Una mano nell'ombra (Man in the Attic), regia di Hugo Fregonese (1953)
- La principessa del Nilo (Princess of the Nile), regia di Harmon Jones (1954)
- Giocatore d'azzardo (The Gambler from Natchez), regia di Henry Levin (1954)
- La scarpetta di vetro (The Glass Slipper), regia di Charles Walters (1955)
- Il favorito della grande regina (The Virgin Queen), regia di Henry Koster (1955)
- La carica dei cento e uno (One Hundred and One Dalmatians), regia di Wolfgang Reitherman, Hamilton Luske e Clyde Geronimi (1961) - voce
- Un uomo a nudo (The Swimmer), regia di Frank Perry (1968)
- Andromeda (The Andromeda Strain), regia di Robert Wise (1971)
- Il corsaro della Giamaica (Swashbuckler), regia di James Goldstone (1976)